# ديفال (باد كاليه)
ديفال، باد كاليه (بالفرنسية: Diéval)‏ هي بلدية تقع في إقليم باد كاليه من منطقة نور با دو كاليه في شمال فرنسا. تبلغ مساحة هذه المدينة 12 (كم²)، وترتفع عن سطح البحر 140 م، يبلغ عدد سكانها 665 نسمة حسب إحصاء المعهد الوطني للإحصاء والدراسات الاقتصادية سنة 2009 م. وترأس Jean Neveu البلدية خلال فترة (2008-2014).